# کیلر فراست
کیلر فراست (به انگلیسی: Killer Frost) یخبندان قاتل، یک ضدقهرمان و آدم‌کش منفور در کمیک های دی سی است و همچنین توانایی ایجاد یخ و سرما را دارند.  کیلر فراست در سریال فلش حضور دارد و اولین بار در فصل ۳ سریال فلش  پس تغییر خط زمانی توسط فلش به وجود آمد و او در بدن کیتلین بود و با ساویتار شروع به همکاری کرد و بعد از شکست ساویتار از تیم فلش دور شد و اما دوباره به تیم فلش بازگشت و کیلر به معنی قاتل را از اسم خود حذف و اسم خود را به فِراست تغییر داد و تمام مدت در بدن کیتلین بود اما کیتلین به او اجازه زندگی داد و در فصل ۷ سریال فلش پس از ورود به آینه او و کیتلین سر درد شدیدی گرفتند و از هم جدا و دارای بدن مستقل شدند . بازیگر نقش کیلر فراست و کیتلین اسنو در سریال فلش دانیل پانابیکر است

## در رسانه‌ها

### فیلم‌ها

دانیل پانابیکر ، در نقش کیلر فراست در سریال فلش

- در لیگ عدالت و لیگ عدالت نامحدود، جنیفر هیل صداپیشه شخصیت کیلر فراست بود.
- در عدالت جوان، سارا شاهی، صداپیشه شخصیت کیلر فراست (کریستال فراست) بود.
- در بتمن: شجاع و دلیر، جنیفر هیل، صداپیشه شخصیت کیلر فراست (لوئیس لینکولن) بود.
- در ابرقهرمان‌های دختر دی‌سی، دانیکا مک‌کلر، صداپیشه شخصیت کیلر فراست (کیتلین اسنو) بود.
- در مجموعه تلویزیونی فلش، دانیل پانابیکر، ایفاگر شخصیت کیلر فراست/دکتر کیتلین اسنو (در زمین ۲) بود.
- در بتمن/سوپرمن: دشمن‌های مشترک، جنیفر هیل، صداپیشه شخصیت کیلر فراست (لوئیس لینکولن) بود.
- در بازی ویدئویی بی‌عدالتی: خدایان میان ما، جنیفر هیل، صداپیشه شخصیت (لوئیس لینکولن) بود.
- در بتمن: حمله به آرکهام، جنیفر هیل، برای ششمین بار، صداپیشه شخصیت کیلر فراست (لوئیس لینکولن) بود.

## شخصیت‌های مشابه
- آقای فریز
- کاپیتان سرما
- لافی